# Sukarami (Sekayu)
Sukarami is een bestuurslaag in het regentschap Musi Banyuasin van de provincie Zuid-Sumatra, Indonesië. Sukarami telt 4130 inwoners (volkstelling 2010).